# Charles-Jean de La Vallée Poussin

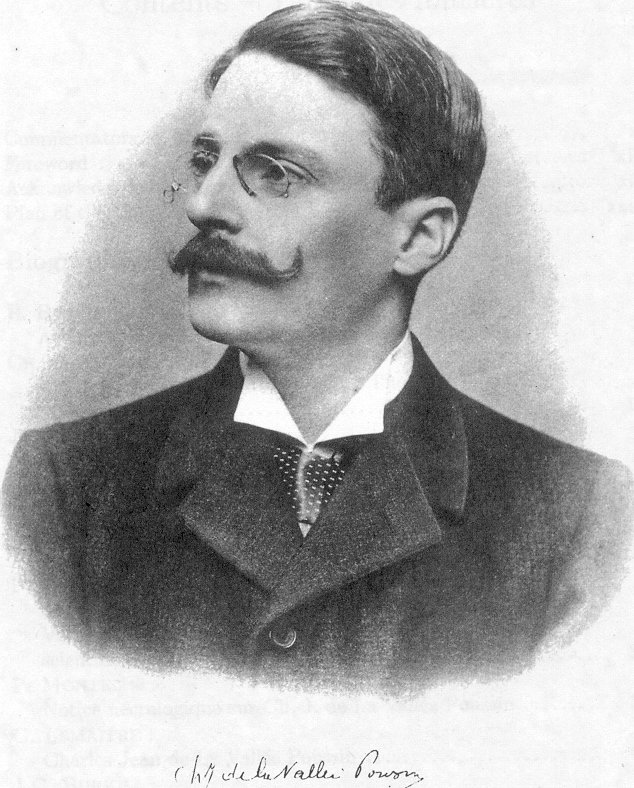
Baron Charles-Jean de La Vallée Poussin um 1900

Charles-Jean Gustave Nicolas Baron de La Vallée Poussin [pu'sɛ̃] (* 14. August 1866 in Löwen; † 2. März 1962 in Brüssel) war ein belgischer Mathematiker, der vor allem für seinen Beweis des Primzahlsatzes bekannt ist.

## Leben
Sein Vater Charles Louis Joseph de La Vallée Poussin (1827–1903) war Geologie- und Mineralogie-Professor in Löwen, bekannt auch heute noch für einige klassische Monographien und die vorbereitenden Arbeiten für die geologische Karte Belgiens. Sein Urgroßvater, Maler im 18. Jahrhundert (sein Sohn Etienne (1735–1802) war ein bekannter französischer Historienmaler), hängte dem Familiennamen Lavallée den Zusatz Poussin an, als er eine Nachkommin des Malers Nicolas Poussin heiratete. Vallée-Poussin studierte zunächst am Jesuiten-Kolleg (College Saint-Stanislas) in Mons mit dem Ziel, selbst in den Orden einzutreten, wechselte danach aber zum Studium des Bergbaus, das er mit dem Ingenieurs-Diplom 1890 abschloss. Er studierte aber auch Mathematik in Löwen bei Louis-Philippe Gilbert, bei dem er 1890 promovierte. 1891 wurde er Assistent in Löwen (schon in diesem Jahr hielt er seine erste Analysis-Vorlesung), wo er ein Jahr darauf nach dem Tod von Gilbert Professor wurde. 1892/3 besuchte er die Vorlesungen von Camille Jordan, Henri Poincaré und Charles Émile Picard in Paris und 1893–1894 die Vorlesungen von Hermann Amandus Schwarz, Ferdinand Georg Frobenius und Lazarus Immanuel Fuchs in Berlin.
Er begann mit Arbeiten über Differentialgleichungen, wurde aber 1896 sehr schnell berühmt mit dem Beweis des Primzahlsatzes der analytischen Zahlentheorie, gleichzeitig mit Jacques Hadamard. 1899 zeigte er dann, dass der Integrallogarithmus eine noch viel bessere Näherung an die Primzahlverteilung ist und leitete einen asymptotischen Fehlerterm für diese Näherung ab. Vallée-Poussin heiratete 1900. Im Ersten Weltkrieg, der in Löwen schwere Verwüstungen anrichtete (Brand der Bibliothek, Erschießungen von Zivilisten durch die deutsche Besatzung) und dem dort auch der Entwurf des 2. Bandes der 3. Auflage seines Analysislehrbuchs zum Opfer fiel, war er teilweise an der Harvard University (1915), Paris (Collège de France und Sorbonne, 1916, 1917 und 1918) und Genf (1917–1918). Nach dem Primzahlsatz lieferte er noch 1916 eine Verschärfung des Beweises von Godfrey Harold Hardy (1914), dass unendliche viele Nullstellen der Riemannschen Zetafunktion auf der kritischen Geraden (Realteil 1/2) liegen. Er widmete sich dann aber u. a. Fragen der Approximation von Funktionen durch trigonometrische Funktionen und Polynome und ab den 1920er Jahren Problemen der Funktionentheorie (konforme Darstellungen) und Potentialtheorie. Vallée Poussin war auch einer der ersten, der die Bedeutung der Arbeiten von Rene Baire, Henri Lebesgue und Émile Borel in der reellen Analysis und Maßtheorie erkannte und in seinen Vorlesungen und Büchern aufgriff. Er erreichte wie Hadamard ein hohes Alter und starb an den Folgen eines Schulterbruchs.
Mit einer Arbeit aus dem Jahr 1911 (Sur la methode de l´approximation minimum, Annales de la societe scientifique de Bruxelles, Band 35 B, S. 1–16) wird Vallee-Poussin auch zu den Pionieren der linearen Optimierung gezählt.
Er zeigte, dass eine Fourier-Reihe, die bis auf Stellen einer abzählbaren Menge gegen eine endliche Lebesgue-integrable Funktion f(x) konvergiert, die Fourier-Reihe dieser Funktion f(x) ist.
Er ist auch durch seinen Cours d´Analyse bekannt, sein zweibändiges Analysis-Lehrbuch, das zuerst 1903 beziehungsweise 1906 erschien.
De La Vallée-Poussin war seit 1898 korrespondierendes und seit 1908 ordentliches Mitglied der belgischen Akademie der Wissenschaften. Er war auch Mitglied einer Reihe von ausländischen Akademien (Paris, Madrid, Neapel, des Institut de France, der päpstlichen Akademie, Accademia dei Lincei in Rom, American National Academy of Sciences, American Academy of Arts and Sciences (1915)). 1952 wurde er Ehrenmitglied der London Mathematical Society. Er war Kommandeur der Ehrenlegion in Frankreich. 1930 wurde er vom belgischen König mit dem Titel eines Barons geadelt. 1920 war er der erste Präsident (Ehrenpräsident) der Internationalen Mathematischen Union und 1922 (in Zeiten gegenseitiger Animositäten der ehemaligen Kriegsgegner) Präsident des Internationalen Mathematikerkongresses in Straßburg, wo er auch einen der Plenarvorträge hielt (Sur les fonctions à variation bornée et les questions qui s'y rattachent).
Zu seinen Schülern zählt auch der Kosmologe Georges Lemaître (Lizenz-Arbeit in Mathematik 1920). An der Katholischen Universität Löwen wurde mit dem Chaire de La Vallée Poussin eine Gastprofessorenstelle eingerichtet.

## Schriften
- Oeuvres, Band 1 (Biographisches, Zahlentheorie) erschien 2000 (Hrsg. Mawhin, Butzer, Vetro), Band 2 bis 4 geplant
- Cours d´Analyse, 2 Bde., 1903, 1906 (7. Auflage 1938), Reprint der 2. Auflage 1912, 1914 bei Jacques Gabay, ISBN 2-87647-227-9 (behandelt wird nur reelle Analysis). Online:
  - Cours d'analyse infinitésimale, Tome I
  - Cours d'analyse infinitésimale, Tome II
- Integrals de Lebesgue, fonctions d´ensemble, classes de Baire, 2. Aufl. 1934, Reprint bei Jacques Gabay, ISBN 2-87647-159-0.
- Le potentiel logarithmique, balayage et representation conforme, Paris, Löwen 1949
- Recherches analytiques de la théorie des nombres premiers, Annales de la Societe Scientifique de Bruxelles Band 20 B, 1896, S. 183–256, 281–352, 363–397, Band 21 B, S. 351–368 (Primzahlsatz)
- Sur la fonction Zeta de Riemann et le nombre des nombres premiers inferieur a une limite donnée, Mémoires couronnés de l Academie de Belgique, Band 59, 1899, S. 1–74.
- Leçons sur l'approximation des fonctions d'une variable réelle Paris, Gauthier-Villars, 1919, 1952